# Manzano (Nou Mèxic)
Manzano és una concentració de població designada pel cens dels Estats Units a l'estat de Nou Mèxic. Segons el cens del 2000 tenia 54 habitants.

## Demografia
Segons el cens del 2000, Manzano tenia 54 habitants, 17 habitatges, i 12 famílies. La densitat de població era de 12,3 habitants per km².
Dels 17 habitatges en un 41,2% hi vivien nens de menys de 18 anys, en un 41,2% hi vivien parelles casades, en un 11,8% dones solteres, i en un 29,4% no eren unitats familiars. En el 23,5% dels habitatges hi vivien persones soles el 5,9% de les quals corresponia a persones de 65 anys o més que vivien soles. El nombre mitjà de persones vivint en cada habitatge era de 3,18 i el nombre mitjà de persones que vivien en cada família era de 3,75.
Per edats la població es repartia de la següent manera: un 31,5% tenia menys de 18 anys, un 7,4% entre 18 i 24, un 22,2% entre 25 i 44, un 18,5% de 45 a 60 i un 20,4% 65 anys o més.
L'edat mediana era de 40 anys. Per cada 100 dones de 18 o més anys hi havia 105,6 homes.
La renda mediana per habitatge era de 13.750 $ i la renda mediana per família de 19.375 $. Els homes tenien una renda mediana de 33.750 $ mentre que les dones 0 $. La renda per capita de la població era de 5.935 $. Aproximadament el 35% de les famílies i el 37,7% de la població estaven per davall del llindar de pobresa.

## Poblacions més properes
El següent diagrama mostra les poblacions més properes.